# غرفة تجارة هامبورغ

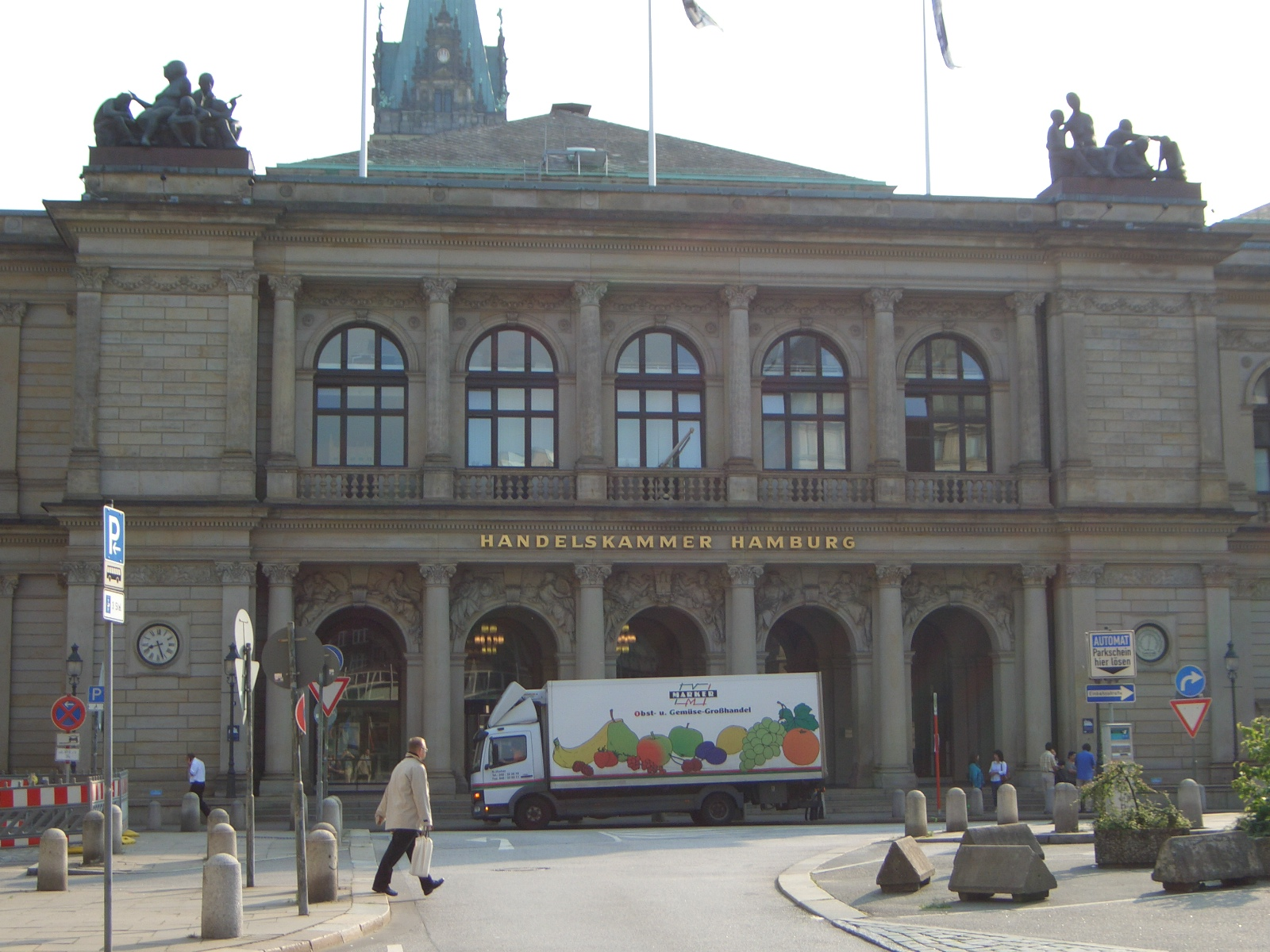

غرفة تجارة هامبورغ هي غرفة التجارة في مدينة هامبورغ الألمانية، وقد تم تأسيسها عام 1665. كانت هامبورغ منذ قرون مركزًا تجاريًا لشمال أوروبا، تضم غرفة تجارة هامبورغ حاليًا 160 ألف شركة. كانت غرفة التجارة هذه تقليديا واحدا من الهيئات السياسية الرئيسية الثلاثة في هامبورغ.

## الدور والمسؤوليات
```

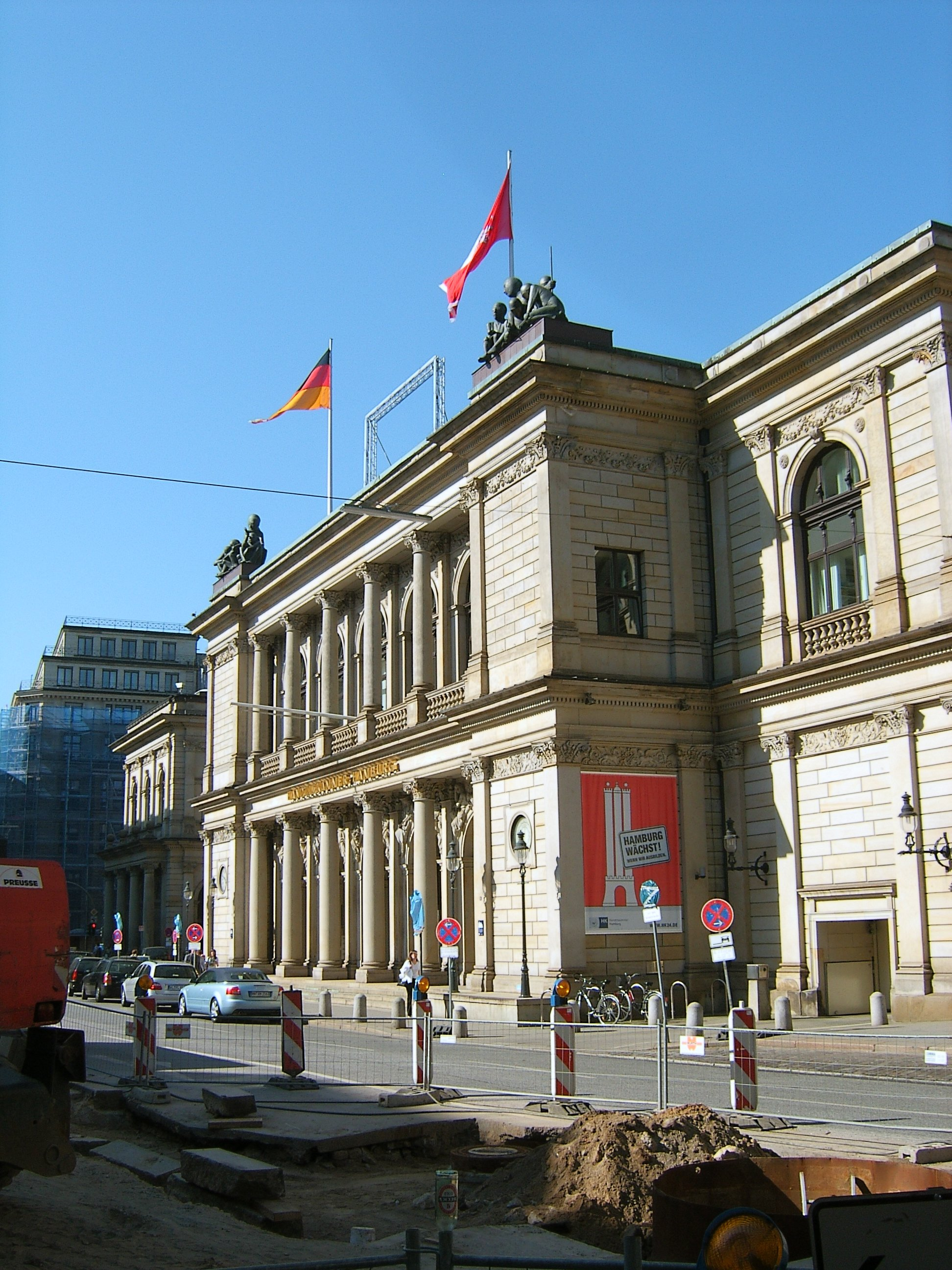
بورصة هامبورغ مع الغرفة التجارية في مدينة هامبورغ القديمة

الغرفة لديها العديد من المسؤوليات الرسمية. تعود ملكية 
بورصة هامبورغ
 (التي تأسست عام 1558) إلى غرفة تجارة هامبورغ وتتبعها إداريا. لدى الغرفة عدة مكاتب تابعة لها في مبنى البورصة القديم.
[
11
]
```

يتألف المكتب التجاري -الذي تأسس عام 1665- التابع للغرفة من سبعة أعضاء، تم انتخابهم من بين «كبار التجار» في المدينة. أصبح كل عضو رئيسًا للمكتب التجاري خلال سنته الأخيرة في المنصب. تم الاعتراف رسميا بالدفعة التجارية من قبل برلمان هامبورغ (مجلس الشيوخ) في 1674 لتمثيل تجار المدينة. من عام 1710، كان جميع الأعضاء السبعة في المكتب التجاري أعضاء بحكم مناصبهم في برلمان هامبورغ. كان «الوفد التجاري»، إلى جانب المجلس/مجلس الشيوخ وBürgerschaft واحدة من أهم الهيئات السياسية في هامبورغ.